# Du lịch Ba Lan
Ba Lan là một trong những địa điểm du lịch được ưa chuộng nhất trên thế giới nói chung và châu Âu nói riêng, và là một phần của du lịch thế giới.

Những điểm đến được ưa chuộng bao gồm Kraków, Warsaw, Wrocław, Gdańsk, Poznań, Szczecin, Lublin, Toruń, Zakopane, Mỏ muối Wieliczka và Trại tập trung Auschwitz. Ngoài ra còn có Khu vực hồ Masuria, dãy núi Tatra, Rừng Białowieża, và các địa điểm khác.
| Số lượng khách nước ngoài tới Ba Lan trong năm 2014 * | Số lượng khách nước ngoài tới Ba Lan trong năm 2014 * | Số lượng khách nước ngoài tới Ba Lan trong năm 2014 * | Số lượng khách nước ngoài tới Ba Lan trong năm 2014 * | Số lượng khách nước ngoài tới Ba Lan trong năm 2014 * |
| ----------------------------------------------------- | ----------------------------------------------------- | ----------------------------------------------------- | ----------------------------------------------------- | ----------------------------------------------------- |
|                                                       |                                                       |                                                       |                                                       |                                                       |
| 1. Đức                                                | 1. Đức                                                |                                                       | 1,385,922                                             | 1,385,922                                             |
| 2. Anh                                                | 2. Anh                                                |                                                       | 367,346                                               | 367,346                                               |
| 3. Nga                                                | 3. Nga                                                |                                                       | 345,760                                               | 345,760                                               |
| 4. Ukraina                                            | 4. Ukraina                                            |                                                       | 274,476                                               | 274,476                                               |
| 5. Hoa Kỳ                                             | 5. Hoa Kỳ                                             |                                                       | 235,705                                               | 235,705                                               |
| 6. Belarus                                            | 6. Belarus                                            |                                                       | 225,503                                               | 225,503                                               |
| 7. Ý                                                  | 7. Ý                                                  |                                                       | 222,090                                               | 222,090                                               |
| 8. Pháp                                               | 8. Pháp                                               |                                                       | 208,810                                               | 208,810                                               |
| 9. Na Uy                                              | 9. Na Uy                                              |                                                       | 179,305                                               | 179,305                                               |
| 10. Tây Ban Nha                                       | 10. Tây Ban Nha                                       |                                                       | 176,094                                               | 176,094                                               |
| 11. Israel                                            | 11. Israel                                            |                                                       | 164,470                                               | 164,470                                               |
| 12. Thụy Điển                                         | 12. Thụy Điển                                         |                                                       | 143,750                                               | 143,750                                               |
| 13. Hà Lan                                            | 13. Hà Lan                                            |                                                       | 128,888                                               | 128,888                                               |
| 14. Litva                                             | 14. Litva                                             |                                                       | 121,091                                               | 121,091                                               |
| 15. CH Séc                                            | 15. CH Séc                                            |                                                       | 99,858                                                | 99,858                                                |
| * Số lượng du khách theo thống kê chính phủ           |                                                       |                                                       |                                                       |                                                       |

## Tổng quan
Ba Lan có một lịch sử khá giàu có về du lịch nhờ có nhiều di sản văn hóa, thiên nhiên cũng như một quá khứ hào hùng của nước này. Kể từ khi gia nhập Liên minh châu Âu năm 2004, Ba Lan nổi lên là thị trường du lịch mới nổi ở châu lục. Trong năm 2016, 18 triệu lượt khách tới quốc gia này.
Ba Lan cũng có một di sản thiên nhiên rộng lớn và chưa từng bị động chạm bởi phát triển của con người. Từ vùng núi Tatra ở phía nam cho tới rừng nguyên sinh Białowieża, nó tạo nên khung cảnh văn hóa tuyệt vời và đa dạng của Ba Lan.

### Tóm tắt
Du lịch Ba Lan bắt đầu từ thế kỷ XVII và XVIII, chủ yếu là về tôn giáo. Sự phát triển du lịch gia tăng nhanh chóng vào thế kỷ XIX khi Đế quốc Nga, những kẻ xâm chiếm chính ở Ba Lan, cho phép phát triển các công ty lữ hành để quảng bá hình ảnh nước Nga bấy giờ. Sau khi Ba Lan độc lập vào năm 1919, chính phủ Ba Lan đẩy mạnh việc phát triển du lịch, với hai công ty du lịch đầu tiên, Orbis và Gromada, được thành lập.
Sau Chiến tranh thế giới thứ hai, Ba Lan rơi vào tay của những người cộng sản do Liên Xô dựng nên và chính phủ cộng sản quốc hữu hóa du lịch nước này. Du lịch thời điểm đó bị gắn chặt với khối Hội đồng Tương trợ Kinh tế, và du lịch Ba Lan được cho vào lúc đó là có tính số lượng hơn là chất lượng, với dịch vụ nghèo nàn, chất lượng thấp và có kiểm soát nghiêm ngặt của giới chức cầm quyền. Sau khi chế độ cộng sản sụp đổ vào năm 1989, Ba Lan tái tư nhân hóa du lịch và nhiều công ty mới mọc lên để phát triển du lịch Ba Lan.

## Du lịch tôn giáo
Du lịch tôn giáo đóng vai trò lớn trong lịch sử Ba Lan do quốc gia này phần đông theo Giáo hội Công giáo Rôma. Thánh đường Đức Mẹ Licheń có khoảng 15% khách tới mỗi năm. Tu viện Jasna Góra cũng là một điểm đến hấp dẫn khác.

## Giao thông công cộng
Từ 1989, giao thông công cộng tại Ba Lan được nâng cấp và cải thiện đáng kể. Hầu hết các thành phố ở Ba Lan đều có sân bay quốc tế, chẳng hạn như (e.g. Kraków, Wrocław, Poznań, Gdańsk và Szczecin). Các tuyến đường và cơ sở hạ tầng cũng được làm mới, càng làm gia tăng sức hấp dẫn tới Ba Lan của nhiều luồng du khách khác nhau.